# Molnár Ákos (úszó)
Molnár Ákos (Szeged, 1987. július 22. –) magyar úszó. A Jövő SC versenyzője.
A Csik Ferenc Általános Iskolában és Gimnáziumban tanult. 2003-ban az országos bajnokságon bronzérmet szerzett 200 méter mellen. 2004-ben az ifjúsági Európa-bajnokságon 2 ezüstérmet nyert. Ugyanitt 50 mellen hatodik lett. A rövid pályás Európa-bajnokságon 100 mellen 32., 200 mellen 12. volt. 2005-ben 200 mellen magyar bajnokságot nyert. Az ifjúsági Eb-n két második, és egy harmadik helyezést ért el.
A 2006-os Európa-bajnokságon 100 m mellen 22. volt. 200 méteren kizárták. A rövid pályás Európa-bajnokságon 100 méter mellen 25., 200 m mellen 8. helyen végzett.
A 2007-es rövid pályás Európa-bajnokságon 200 m mellen 12. volt.
A 2008-as Európa-bajnokságon 50 m mellen 36., 100 m mellen 22., 200 m mellen 19. lett. A két hosszabbik távon itt teljesíttet az olimpiai B-szintet, de nem került be a csapatba. A rövid pályás Eb-n 100 m mellen 15., 200 m mellen 6.-ként csapott a célba.
2009-ben az universiaden 100 m mellen 17. volt. A 2009-es rövid pályás úszó-Európa-bajnokságon 100 m mellen 29. helyen végzett.
A 2010-es úszó-Európa-bajnokságon 100 m mellen az azonos nemzetbeliek korlátozása miatt nem jutott az elődöntőbe. 200 m mellen nyolcadik volt. A rövid pályás Európa-bajnokságon 100 m mellen bejutott az elődöntőbe, de megbetegedése miatt ott és a 200 m selejtezőjében már nem indult el.
A 2011-es úszó-világbajnokságon 100 m mellen 41., 200 m mellen 13. volt. A rövid pályás Európa-bajnokságon 50 m mellen 30., 100 m mellen 19., 200 m mellen 8. helyen végzett.
A 2012-es ob-n teljesítette az olimpiai A-szintet. Az Európa-bajnokságon 200 m mellen nyolcadik volt. Az olimpián 200 méter mellen 20. volt a selejtezőben.
2014-től Verrasztó Dávid edzéseit irányítja.